# Maurice Thorez
Maurice Thorez (Noyelles-Godault, 28 de abril de 1900 - mar Negro, 11 de julio de 1964) fue un político francés, secretario general del Partido Comunista Francés entre 1930 y 1964, ministro de la Función Pública entre 1945 y 1947, y vicepresidente del Consejo de Estado entre 1946 y 1947.

## Biografía

### Infancia y juventud
Nieto de Clément Baudry —minero socialista (guesdista) de Noyelles-Godault, delegado obrero en la caja de socorros, que será hasta su muerte en abril de 1931 el animador de la sección de la CGT de los retirados de Noyelles-Godault—, Maurice no conocerá nunca a su padre biológico, el hijo de un pastelero que se suicidó en 1914. Reconocido a la edad de dos años y medio por Louis Thorez, un minero que lo educa como a su propio hijo, no conoce sino tardíamente el secreto de su nacimiento. Clémence, hija de Clément Baudry y Louis Thorez, tendrán otros cuatro hijos, dos hombres y dos mujeres a los que educan en una vivienda propiedad de la Compañía Minera de Dourges. Louis Thorez sufre de una enfermedad profesional.
Aunque su familia no fuese practicante, Maurice hace la primera comunión y actúa como monaguillo. Por lo demás, es un excelente alumno en la escuela pública y obtiene su certificado de estudios en 1912. Según Robrieux, su profesor, intervino ante la empresa minera para que el joven Thorez fuese empleado como ayudante, empezando una carrera administrativa; aunque Maurice declara: «Fui empleado como escogedor de piedras en el pozo número n.º 4», afirmación que aparece en su ficha autobiográfica comunicada a la dirección de la Internacional Comunista. Según Claude Pennetier, no hay dudas respecto en que entre 1919 y 1921 trabajó durante 306 días como minero en el fondo de la fosa número 4.
El 30 de septiembre de 1914, Maurice debe huir junto a su padre del avance alemán. Tras un mes vagando, son finalmente evacuados al departamento de Creuse y enviados a Clugnat, donde son bien acogidos. Maurice puede continuar sus estudios, pero declina la propuesta de prepararse para la universidad, ya que prefiere ser empleado como ayudante en la granja de un agricultor socialista, el «padre Ménager», aunque se dedica a la lectura: Victor Hugo, Julio Verne, Eugène Le Roy, Jules Vallès y Alexandre Dumas. En marzo de 1917, Maurice y su abuelo abandonan el departamento de la Creuse para dirigirse a Amiens, donde trabajan en una serrería y se hacen bateleros en el Somme.
Tras la guerra, se reencuentra con su familia y regresa a Noyelles-Godault, donde trabaja primero en la reconstrucción del ferrocarril y, posteriormente, el 16 de abril de 1919, como minero en el fondo de la mina. El 15 de marzo de 1920 empieza su servicio militar.

### Los inicios en el Partido (1920-1924)
En marzo de 1919, Maurice Thorez se había afiliado a la Confederación General del Trabajo (CGT) y al Partido Socialista (PS). Dos meses más tarde, entusiasmado por la Revolución de Octubre, se une al Comité para la Adhesión a la III Internacional, alejándose así de su abuelo, que se mantiene como seguidor de Léon Blum. Será durante su servicio militar cuando la llamada propuesta Cachin-Frossard (redactada por Fernand Loriot y Boris Souvarine) resultará triunfadora en el Congreso de Tours. La Sección Francesa de la Internacional Obrera (SFIO) sufre una escisión en la que las tres cuartas partes del partido se unen a la Internacional Comunista, pasando a fundarse la Sección Francesa de la Internacional Comunista (SFIC), que en 1921 pasaría a llamarse Partido Comunista-SFIC y, en 1943, Partido Comunista Francés (PCF).
Como los obreros revolucionarios de la época, Maurice Thorez se mantiene como simple soldado. Empieza como almacenista, más tarde secretario del jefe, lo que le permitió consagrar una parte de su tiempo a la lectura y a las discusiones políticas con sus camaradas. Durante un permiso, al discutir con el diputado socialista de su circunscripción, toma conciencia de sus dotes de orador.
A su regreso del servicio militar en la primavera de 1922, la mina rechaza su reincorporación. Ejerce entonces una serie de pequeños trabajos, manteniéndose como militante ardiente de las Juventudes Comunistas y del sindicato unitario de los mineros. Contrae matrimonio con Aurore Memboeuf, nieta del secretario de la Federación Comunista de Pas-de-Calais.
En octubre de 1922, Thorez asiste al II Congreso del PCF en París. Anteriormente se había decantado por la línea del «Frente Único», mantenida por la Internacional Comunista y apoyada por Frossard y Souvarine. Durante la preparación del Congreso, en una reunión de la tendencia, Souvarine había notado la presencia del joven militante de Pas-de-Calais, sólido, límpido, que sabía analizar con facilidad una situación concreta.

### La ascensión de un joven obrero comunista (1924-1930)
Maurice Thorez inicia entonces un ascenso espectacular en el seno del nuevo Partido Comunista: secretario de propaganda en su departamento en enero de 1923, se convierte en secretario permanente esa misma primavera. Es uno de los jóvenes obreros que el Partido quiere formar y promover hacia cargos de responsabilidad. Así, el 30 de mayo de 1923, Souvarine, al escribir al Politburó soviético indicando que era necesario el envío de una veintena de alumnos a la Unión Soviética para seguir allí cursos de marxismo, le pone como ejemplo: «En mi opinión, el alumno tipo de una escuela así sería por ejemplo Thorez, de Pas-de-Calais». Thorez impresiona igualmente a los militantes de Pas-de-Calais, los cuales le envían como delegado al Congreso Nacional en Lyon, en enero de 1924, donde es elegido miembro suplente del Comité Central. 
En la primavera de 1924, Souvarine estaba enfrentado con la nueva mayoría conseguida en el Comité Central por Albert Treint y fervorosamente apoyada por la Internacional Comunista, dirigida por Grigori Zinóviev. En la Conferenccia de secretarios federales, Thorez, siempre unido a Souvarine, vota contra las tesis de la mayoría, apoyando igualmente el proyecto de Souvarine de editar una traducción del panfleto de Trotski, «Nuevo Curso»; de este modo, arrastraró con él a la Comisión Ejecutiva de Pas-de-Calais. Es necesario que la Internacional envíe a August Kleine, conocido como Samuel Guralski, a Pas-de-Calais para conseguir de su Comisión Ejecutiva un voto favorable a sus tesis. Thorez, aislado, se refugia en la abstención. En los meses siguientes, Souvarine será expulsado, y Thorez decide unirse a la política de Albert Treint y Suzanne Girault. En noviembre, Thorez se convierte en secretario adjunto permanente de la región Nord-Pas de Calais. Delegado en el Congreso Nacional de Clichy, es elegido allí miembro titular del Comité Central, y el 28 de enero de 1925, entra en la Comisión de Organización.
Es así como participa en Moscú, en marzo de 1925, en la Conferencia de Organización de la Internacional Comunista, clausurada con un encuentro colectivo con Stalin. El 13 de julio, Suzanne Girault le coopta como miembro del Buró Político del PCF. Thorez es entonces encargado de la acción contra la guerra de Marruecos. En el seno del Buró Político, Thorez se opone a Treint, a quien reprocha su sectarismo. Es partidario, junto a Pierre Sémard, de una política de frente único. Mientras que la influencia de Zinóviev declina, Thorez y Sémard reciben el apoyo de Dmitri Manuilski contra Treint, Girault y Jacques Doriot. 
En febrero de 1926, en el VI Pleno de la Internacional Comunista, celebrado en Moscú, Thorez se pronuncia contra el reingreso de Souvarine. En el Congreso Nacional de Lille, en junio de ese mismo año, Thorez está confirmado en el Buró Político, entre otros doce miembros, incluyendo al secretario en funciones, Pierre Sémard. Thorez, que se mantiene como secretario de Organización, es naturalmente uno de los hombres fuertes de este equipo. 
El 22 de abril de 1927, Albert Sarraut, ministro del Interior, había anunciado en Argel: «El comunismo, he ahí el enemigo» (Le communisme voilà l'ennemi). Thorez había sido ya condenado a multas por sus actividades contra la guerra de Marruecos. El 30 de julio, unos inspectores de policía intentan interrogarle ante la sede del PCF, en la calle Lafayette, pero logra escapar, pasando a la clandestinidad.
Es en ese momento cuando la III Internacional reclama a los distintos partidos nacionales la necesidad de efectuar un giro político, abandonando el frente único por una nueva política de «clase contra clase». Thorez intenta resistirse hasta septiembre, pero acaba por someterse, convirtiéndose en el campeón de esta nueva línea política, en contra de la opinión de Pierre Sémard y de otros dirigentes encarcelados en la prisión de la Santé.
En 1928, Maurice Thorez es uno de los principales dirigentes del PCF, y desea anclarse en una circunscripción, eligiendo para ello Ivry-sur-Seine, una comuna de la banlieue rouge, el cinturón rojo de París, donde se presenta como candidato a diputado, aunque sin poder hacer campaña por mantenerse en la clandestinidad. Su resultado es bueno, pero es derrotado, como la mayoría de los candidatos comunistas, que pagan así el aislamiento que comporta la política de clase contra clase.
Buscado por la policía, se dirige a Bruselas, donde participa en el VI Congreso de la Internacional Comunista para defender una postura «izquierdista». Pierre Sémard, el secretario general en funciones, se ve entonces debilitado por la falta de entusiasmo que demuestra hacia la línea oficial. El cargo de secretario general es suprimido. Thorez aparece un tiempo como el principal dirigente del PCF; pero, tras el VI Congreso Nacional en Saint-Denis en marzo de 1929, el poder pasa a manos de un equipo ultraizquierdista compuesto por dos dirigentes de las Juventudes Comunistas, Henri Barbé y Pierre Célor, y por Marcel Gitton (encargado del control político de la CGTU) que se apoya en los responsables procedentes de las Juventudes.
Los enfrentamientos se multiplicaron con los dirigentes más experimentados, como Albert Vassart y André Ferrat. El conflicto recibió el arbitraje la Internacional Comunista en junio de 1930. De ahí salió una nueva dirección compuesta por Thorez —como secretario general, aunque dicho título no fue utilizado de manera pública—, Henri Barbé y Benoît Frachon, teniendo como objetivo la rectificación de errores sectarios.
Por esa época, Thorez pasa once meses en prisión, detenido el 9 de junio de 1929. En febrero de 1930, puede acceder a su libertad si paga una multa, en contra de las reglas en uso en el partido. Solicita al Buró Político una derogación, que éste rechaza por unanimidad. Sin hacerles caso, Thorez paga la multa de quinientos francos y recupera su libertad el 23 de abril. Este acto de indisciplina saldrá caro, ya que la Internacional Comunista toma partido contra el Buró Político, y Barbé se ve obligado a realizar una autocrítica. 
El equipo directivo se dirige entonces a Moscú, donde la Internacional Comunista, que aún no ha renunciado oficialmente a la estrategia de clase contra clase y a la denuncia del «socialfascismo», exige ahora a Thorez preparar un giro en sentido contrario. Durante este viaje, Thorez conoce a una joven obrera textil que realiza allí su aprendizaje, Jeannette Vermeersch, que se convertirá primero en su compañera y luego en su esposa.

### El acceso a la Secretaría General (1930-1935)
A su regreso de la URSS, a principios de julio de 1930, Thorez es prácticamente el nuevo secretario general del PCF, aunque el cargo en sí mismo aún no ha sido oficialmente renovado. Durante algunos meses aún debe seguir formando equipo con Henri Barbé, hasta abril de 1931. El 8 de mayo, reforzado por el apoyo de la Internacional Comunista, representada en París por el eslovaco Eugen Fried, Thorez anuncia al Buró Político que asume la función de secretario general, con la colaboración de Jacques Duclos y Benoît Frachon. De hecho, está lejos de tener la seguridad del apoyo total de la Internacional, hasta que en julio envía una carta en la que le comunica su desánimo y presenta su dimisión.
La respuesta llega en agosto bajo la forma del viaje a París de Manuilski, responsable de la Internacional encargado de supervisar al PCF desde tiempo atrás. Designa al grupo de los jóvenes —Henri Barbé, Pierre Célor y Henri Lozeray— como responsables de los malos resultados del Partido. Con la complicidad de Fried, Thorez marca distancias con la línea en la que, no obstante, ha participado plenamente desde 1928. El 13 de octubre, declara en un mitin en la sala Bullier:

Deseamos que cada miembro del Partido pueda, libremente y sin temor exponer su opinión, criticar a la dirección. La disciplina necesaria es únicamente consecuencia de la convicción y de la sumisión a las decisiones regularmente tomadas por los órganos cualificados para ello, tras la debida discusión.

La línea actual había supuesto pérdidas apreciables para el Partido, ya que, entre 1927 y 1931, la militancia había descendido de 55 000 a 25 000 militantes. En las elecciones legislativas de 1932, el PCF cae a su nivel más bajo: el 6,8% de los votos. La mayoría de los dirigentes son derrotados, siendo Thorez la excepción, al conservar por los pelos la circunscripción de Ivry-sur-Seine. Esta victoria le otorga por fin un bastión en el medio obrero, lo que le será especialmente útil para derrotar a su rival Jacques Doriot, que no ha renunciado a disputarle la primacía y que ha sido igualmente reelegido en otro bastión obrero, Saint-Denis. En septiembre de 1932, durante el XII Pleno de la Internacional Comunista, ambos llegan a las manos en una calle de Moscú.
El «reinado» de Thorez sobre el PCF durará más de treinta años. Su ascensión hasta las más altas funciones en el seno del Partido es consecuencia tanto de sus cualidades personales, que se imponen ante todos, como de una perfecta disciplina ante la Internacional Comunista, cuyas posiciones siempre defendió. Su permanencia al frente del Partido a lo largo de varios decenios será también la de un equipo directivo en el que siempre están presentes Jacques Duclos y Benoît Frachon. Hasta la Segunda Guerra Mundial, Eugen Fried, que se convirtió en amigo personal de Thorez, es igualmente un elemento clave en el equipo. A partir de febrero de 1934, la vida en común con Jeannette Vermeersch contribuye a equilibrar la vida política y afectiva de Maurice Thorez, que llega a reservar las madrugadas para la lectura, el estudio o la escritura, a menudo en su despacho en la Cámara de los Diputados. Mantiene siempre unas ciertas distancias con el resto de miembros de la dirección.
Los años entre 1932 y 1934 vienen marcados, a nivel internacional, por la llegada al poder de Adolf Hitler en Alemania, y en Francia, por tímidas tentativas del equipo de Thorez de sacar al PCF de su aislamiento. En enero de 1933, Thorez y Doriot mantienen un encuentro con miembros de la SFIO. La Internacional Comunista condena este acercamiento, pero, tras la toma del poder por Hitler, pide a todos los partidos nacionales la renuncia a los ataques contra las organizaciones socialistas «durante la acción común contra la ofensiva del capital y contra el fascismo». Thorez envía un telegrama a la Internacional Comunista para solicitarle entrar en contacto con la Internacional Socialista; sin embargo, el PCF se ve entonces violentamente desautorizado por la Internacional Comunista. En diciembre de 1933, Thorez y Frachon se trasladan a Moscú, donde André Marty, delegado permanente en la III Internacional, no cesa de denunciar las ilusiones democráticas de la dirección francesa. Deben hacer su autocrítica y aceptar que Marty pase a controlar L'Humanité.
A la llegada de los disturbios del 6 de febrero de 1934, Thorez se encontraba muy debilitado en la dirección del PCF. Doriot se convertía en el campeón de la política de frente único, siendo cada vez más receptivos a este discurso los miembros del Buró Político. Pero Thorez aguanta. Por razones de seguridad, se oculta en Barbizon y ni siquiera aparece en la manifestación unitaria del 12 de febrero. Su nombre no reaparece en L'Humanité hasta el 8 de marzo. «El Partido Comunista —escribe— […] no tolerará jamás una política de acuerdos en la cumbre, una política de retroceso y de abdicación ante el socialfascismo».
Durante la reunión del Comité Central del 14 de marzo, Thorez se ve atacado por Renaud Jean y Doriot. Este último dimite entonces de su cargo de alcalde de Sena-Saint-Denis para hacerse reelegir triunfalmente el 6 de mayo por tres cuartas partes de sus electores. Ante este acto de manifiesta indisciplina, ni Thorez ni la Internacional Comunista provocan la ruptura, y Manuilski invita a Thorez y a Doriot para que cada uno de ellos presente sus posiciones en Moscú. Doriot, ya encarrilado por la vía de la ruptura, declina la invitación, y Thorez inicia solo el viaje el 26 de abril. El 16 de mayo, en una reunión del Presídium de la Internacional, Manuilski fija como objetivo reconquistar Saint-Denis y aislar a Doriot; los medios que indica para lograrlo, una política de frente único dirigida a los obreros socialistas, implican de hecho practicar la política de Doriot. 
El 11 de junio, los socialistas Léon Blum y Jean Zyromski sostienen un encuentro con los comunistas Benoît Frachon, Marcel Gitton y el propio Thorez. En la Conferencia Nacional de junio de 1934 en Ivry-sur-Seine, Thorez propone la unidad de acción y la unidad sindical a cualquier precio. La vía del antifascismo se había iniciado, y la ruta hacia el Frente Popular estaba expedita. Thorez había frenado este giro hacia la política de frente único, pero, a partir de junio de 1934, animado por Fried, se decide a adelantarse varios meses a las consignas de la Komintern. El 9 de diciembre, defiende su política ante el Presídium de la Internacional, logrando impresionar a Manuilski.

### El Frente Popular y la preguerra mundial (1935-1939)
En Francia, tras los años de declive, las organizaciones comunistas reaccionan y recuperan su dinamismo. Thorez es la encarnación de los nuevos valores del partido: el antimilitarismo de los años veinte ha sido olvidado, y, en cierta medida, también el anticolonialismo, en favor de valores más tradicionales y de la adopción de mitos y símbolos nacionales como la bandera tricolor o Juana de Arco. Los camaradas del partido son invitados a dejar de ser revolucionarios profesionales e interesarse en sus familias. Esta política es refrendada por excelentes resultados electorales en abril-mayo de 1936
El 17 de abril, durante una alocución por radio, Thorez tiende una mano a los católicos y a la Croix-de-Feu. En el mes de junio, según Claude Pennetier, tuvo un papel destacado en las huelgas y su intervención («Hay que saber acabar una huelga cuando se ha obtenido satisfacción»), determinante en su finalización. Sin participar en el Gobierno, se entrevista cada semana con Léon Blum. En agosto, propone ensanchar hacia la derecha el Frente Popular, convirtiéndolo, sobre la base del antifascismo, en un «Frente de los Franceses». Ello no impide al Partido Comunista denunciar la política de no intervención en España e implicarse masivamente en el apoyo a la República española.
En esta época, Thorez, a imagen del modelo de Stalin en la URSS, instaura en el seno del partido un cierto culto a la personalidad. Para reforzar su imagen personal, publica en 1937 una autobiografía, Fils du peuple (Hijo del pueblo), escrita de hecho por Jean Fréville, a quien había contratado. La popularidad de Thorez alcanza entonces su nivel más alto. El 24 de junio de 1937, se pudo escuchar a los manifestantes gritar, en la plaza de la Nación: «¡Thorez al poder!» (Thorez au pouvoir !).
Tras los Acuerdos de Múnich, el año 1939 se presenta bajo el signo de la amenaza de guerra. En la Conferencia Nacional de Gennevilliers, en enero, Thorez consagra gran parte de su informe a la cuestión campesina. Participa igualmente en Ivry en la conmemoración de la Revolución francesa con ocasión del 150 aniversario. En febrero, durante una gira por Argelia, evoca al «pueblo argelino unido a Francia» añadiendo: «Hay una nación argelina constituida, ella también, por la mezcla de veinte razas».

### LaSegunda Guerra Mundial(1939-1944)
El anuncio del pacto germano-soviético, el 23 de agosto de 1939, y la declaración de guerra, el 3 de septiembre, suponen un cambio drástico en la situación del Partido Comunista. Parece que Thorez, que se hallaba de vacaciones en los Alpes, no fue puesto al corriente de la firma del pacto. El propio Eugen Fried conocerá la noticia en Bruselas, lugar de encuentro de la Internacional Socialista en caso de crisis. En París, L'Humanité es secuestrado desde el 25 de agosto de 1939. El 1 de septiembre, el grupo parlamentario comunista reunido bajo la presidencia de Thorez decide votar a favor de los créditos de guerra para combatir la agresión hitleriana. El mismo día de la declaración de guerra a Alemania, el 3 de septiembre, Thorez responde a la orden de movilización general y se incorpora a su regimiento en Arrás, ya que los hombres estaban sujetos a movilización hasta los cuarenta años de edad. 
Desde mediados de septiembre, la Internacional Comunista distribuye consignas exigiendo claramente la denuncia de una guerra cuyo carácter imperialista se denuncia. El Partido Comunista fue prohibido el 26 de septiembre. El secretario de la Internacional Comunista, Gueorgui Dimitrov, envía un telegrama conminando al secretario general del partido francés a desertar. Mounette Dutilleul, en compañía de Jeannette Vermeersch, embarazada, llevará el mensaje a Chauny, donde Maurice Thorez está de guarnición. «¿Qué pensarán Benoît y Jacques?» —Frachon y Duclos—, habría preguntado Thorez, que se somete, no obstante, a la decisión de la Internacional, como lo ha hecho toda su carrera. La pareja Thorez-Vermeersch se embarca en un 11 CV del militante Pelayo, pasa a Bélgica antes de alcanzar Moscú vía Estocolmo, algunas semanas más tarde, convertido legalmente en desertor.
Thorez llega a Moscú el 8 de noviembre de 1939. Se instala en sus proximidades junto a otros «clandestinos», deja crecer su barba y se hace llamar «Ivánov». Oficialmente, Thorez se queda en Francia hasta 1943, fecha en la cual se habría trasladado a Moscú para la disolución de la International. Dicha versión de la historia fue mantenida por el PCF hasta fines de la décade de 1960. Allí se reencuentra con otro dirigente francés, André Marty, bien visto por los soviéticos y por los responsables de la Komintern, siempre dispuesta a criticar al partido francés. Hasta junio de 1941, al menos, Thorez se mantiene en contacto con la dirección clandestina del partido que ha quedado en Francia. ¿Tuvo acaso un papel destacado en las diferentes orientaciones tomadas por el partido, las conversaciones para la reaparición de L'Humanité en junio-julio de 1940, la política de semilegalización de agosto-septiembre, la política de Frente Nacional en la primavera de 1941? Los archivos de la Komintern en Moscú no son demasiado claros al respecto. 
En otoño de 1941, la ofensiva alemana sobre Rusia provoca la evacuación de los Thorez a Ufá, en los montes Urales. No tiene prácticamente nada que hacer, debe mantenerse en la clandestinidad y vive uno de los períodos más sombríos de su existencia. Soporta con dificultad que Charles de Gaulle autorice a Marty trasladarse a Argel para ponerse al frente de la delegación comunista mientras que él, Thorez, sigue considerado persona non grata por su deserción. 
El 20 de enero de 1944, es recibido en Moscú por la delegación de la Francia libre. Les cuenta que se mantuvo «en su puesto de combate», en Francia, hasta mayo de 1943, y pide que se acepte su traslado a Argel. De Gaulle responde algunas semanas más tarde que la condena de Thorez por su deserción sigue vigente.
El Gobierno provisional, que incluye dos ministros comunistas, se instala en París el 31 de agosto de 1944. Tras ello, el PCF inicia una campaña para exigir el retorno de Thorez, que envía así mismo un telegrama a De Gaulle, el 17 de octubre. El 28 de octubre, el Consejo de Ministros da su opinión favorable al regreso de Thorez, al tiempo que emite la orden de disolución de las milicias patrióticas. El 6 de noviembre, pocos días antes del viaje de De Gaulle a Moscú, Thorez se beneficia de un indulto individual y regresa a Francia el 27 de noviembre.

### El regreso a Francia y los inicios de laGuerra Fría(1944-1950)
De regreso a Francia, Maurice Thorez recupera sin problemas su puesto en primera fila del PCF, que es, tras la disolución de la Internacional Comunista, el único nombre oficial de la Sección Francesa de la Internacional Comunista. La popularidad que había alcanzado en el período anterior a la guerra sigue intacta. Se beneficia igualmente del prestigio como resistente, ya que el secretario general del «partido de los fusilados» no puede sino haber sido él mismo un resistente. Así, Marcel Prenant, biólogo y auténtico miembro de la dirección de los Francotiradores y Partisanos Franceses durante la ocupación, toma la palabra en el Congreso de París, en junio de 1945, para pronunciar estas palabras: 

¡Saludos para Maurice Thorez, el primero en fechas en ser combatiente sin uniforme, contra el fascismo hitleriano y los traidores! ¡Saludos para Maurice Thorez, el primero de los francotiradores y partisanos franceses!

Más tarde, en la edición de Fils du peuple de 1947, se podrá leer:

La dirección del Partido tomó la decisión correcta de hacerme pasar a la actividad clandestina […]. El 4 de octubre [de 1939], retomé mi puesto a la cabeza de los militantes comunistas perseguidos […]. En 1943, en mi calidad de miembro del Buró de la Internacional, participé en Moscú en las deliberaciones de las que salió su disolución […].

A fines de 1944, con el regreso de Thorez a Francia, el PCF vuelve la espalda a las tentaciones de insurrecciones revolucionarias al aceptar la disolución de las milicias patrióticas. En septiembre de 1944, en nombre de la Confederación General del Trabajo, Benoît Frachon había lanzado la «batalla por la producción». El 21 de julio de 1945, Maurice Thorez sube el listón al declarar en Waziers, en la cuenca hullera, ante los obreros impacientes por ver la mejora en sus condiciones:

Producir es hoy la forma más elevada del deber de clase, del deber de los franceses. Ayer, nuestra arma era el sabotaje, la acción armada contra el enemigo; hoy, el arma es la producción para hacer fracasar los planes de la reacción.

En otoño de 1944, poco después del regreso de Thorez a Francia, De Gaulle se había encontrado con Stalin en Moscú. Este último le había declarado respecto de Thorez: «No se moleste por mi indiscreción… me permito decirle que conozco a Thorez, y que, en mi opinión, es un buen francés; si estuviese en su lugar, no le encarcelaría… al menos, no por ahora…». Charles de Gaulle respondió entonces: «El Gobierno francés trata a los franceses según los servicios que se espera de ellos».
En otoño de 1945, había pues llegado el momento para Thorez de tomar responsabilidades de Gobierno. Tras las elecciones a la Asamblea constituyente de octubre de 1945, que otorgaron el 26,1% de los votos a los comunistas, hizo su entrada en el Gobierno de De Gaulle como ministro de la Función Pública, junto a otros cuatro ministros comunistas, con rango de ministro de Estado. En el Gobierno de Félix Gouin, en enero de 1946, será vicepresidente del Consejo. En noviembre de 1946, tras los mejores resultados electorales en la historia del partido, un 28,6% de los votos que hace del PCF «el primer partido de Francia», Thorez reivindica la presidencia del Consejo. Afirma entonces, en una entrevista para Times de 18 de noviembre, que existen para ir hacia el socialismo «otras vías distintas a las seguidas por los comunistas rusos». Finalmente, solo 261 de 579 votantes lo eligen. Siguiendo como vicepresidente del Consejo, Thorez no abandona el Gobierno de Paul Ramadier sino en mayo de 1947, con los otros cuatro ministros comunistas. 
Durante su estancia en el Gobierno, Thorez, que siempre había sabido ser un buen alumno a ojos de Manuilski o de Stalin, sabe igualmente mostrarse buen alumno. Sus compañeros, de Charles de Gaulle a Jules Moch, describen un ministro eficaz, no desprovisto de sentido de Estado. Conduce bien la reforma de la Función Pública y el Estatuto de la Función Pública le sobrevivirá hasta el siglo xxi.
Los historiadores sitúan en 1947 la fecha de inicio de la Guerra Fría. Sin embargo, en ese momento eso no aparecía tan claro, ya que Thorez plantea el Congreso de Estrasburgo, en junio de 1947, en la perspectiva de la reconquista por el PCF de su papel de «partido de Gobierno». Las cosas sólo se clarifican el 22 de septiembre de 1947, en la conferencia de Szklarska Poręba, en Polonia, en que los partidos francés e italiano son acusados ante la Kominform (que más o menos reemplaza a la desaparecida Komintern). 
Con la llegada de la Guerra Fría, Thorez dirige cada vez más el partido en forma personal. Con Jeannette Vermeersch, forma casi un matrimonio de «monarcas». Sus posturas patrióticas del período 1944-47 dejan paso a posiciones más conformes con la nueva línea. El 23 de febrero de 1949, dice: 

[…] si el ejército soviético, al defender la causa de los pueblos, la causa del socialismo, tuviese que perseguir a los agresores hasta nuestro suelo, los trabajadores, el pueblo de Francia, ¿podrían comportarse respecto de ese ejército soviético en distinta forma que los trabajadores, que los pueblos de Polonia, de Rumanía, de Yugoslavia, etc.?

A raíz del asunto Lysenko, aprueba la teoría de las dos ciencias, la burguesa y la proletaria, ante las quejas de Marcel Prenant, el mismo que le había consagrado pocos años antes como resistente.

### Enfermedad (1950-1956)
Estando así en pleno apogeo la autoridad ejercida por Thorez sobre el PCF, es víctima de una enfermedad que durante varios años le apartará de la vida política francesa, al tiempo que hará posibles las luchas por el poder en el seno del partido. Víctima de un ataque de hemiplejia el 10 de octubre de 1950, viaja al día 12 de noviembre a la URSS para ser objeto de atención médica, delegando en Jacques Duclos, al igual que en 1940, el seguimiento de los temas del partido.
Duclos nunca intentó aprovechar la situación para suplantar a su camarada. Es él quien solventa las marchas del partido de André Marty y de Charles Tillon. Thorez no regresa a Francia hasta el 10 de abril de 1953, tras la muerte de Stalin, aunque de nuevo parte hacia la URSS, dejando otra vez a Duclos solventar el tema de la expulsión de Auguste Lecoeur, la estrella ascendente del PCF desde el período de la Resistencia. Sigue siendo difícil afirmar si el «caso» de Lecoeur fue tan sólo un asunto interno del PCF, debido a las prisas de este por suceder a Thorez, o si —como piensa el historiador Marc Lazar— Souslov le había encargado transmitir al PCF las críticas contra Stalin, mientras que Thorez, junto con Viácheslav Mólotov, se oponía a la desestalinización.

### El final del reinado de Thorez (1956-1964)
En febrero de 1956, Maurice Thorez dirige la delegación francesa al XX Congreso del PCUS. Es el único, junto con Mao Zedong, en citar el nombre de Stalin en su discurso introductorio. En la noche del 25 al 26 de febrero, recibe una copia en ruso de un informe secreto redactado por Nikita Jrushchov y destinado a los partidos hermanos. Este informe es inmediatamente traducido por Georges Cogniot en presencia de Jacques Duclos y Pierre Doize.
A finales de marzo, Thorez visita a Palmiro Togliatti, secretario del Partido Comunista Italiano, para buscar apoyos contra Jrushchov. Pero, según el historiador Philippe Robrieux: «Togliatti, aunque deplorando los métodos utilizados por el líder ruso, había claramente manifestado su elección en sentido contrario». Eso comportará la ruptura entre los dirigentes de ambos partidos, los más potentes de Europa occidental. 
El público francés conocerá la existencia de ese informe a través de la prensa «burguesa», ya que Thorez inicialmente había preferido disimilar su existencia. Robrieux ha escrito que dicho disimulo era fruto de una discusión en el seno de la pareja Thorez-Vermeersch, quienes pensaban que el informe iba a quedar sepultado en los archivos del PCUS en Moscú y que su publicación causaría desmoralización en los militantes franceses. En la mesa familiar, el joven Jean Thorez, de veinte años de edad, habría exclamado: «¡Somos todos unos asesinos!».
Dentro del partido se hacen notar tensiones; muchos de sus dirigentes se sienten más próximos a las tesis de Togliatti que a las de Thorez. A fines de 1956, la invasión soviética de Hungría permite a Thorez retomar el control, ya que las violentas manifestaciones anticomunistas que se producen ante las sedes del partido despiertan el «patriotismo de partido». Thorez apoya a Jrushchov y la represión de la insurrección de Budapest, a la vez que todos en el seno del PCF se alinean con Thorez, quien, por lo demás, aliado con Mao, sigue frenando la desestalinización en el movimiento comunista.
En 1959, Thorez debe hacer frente a los análisis jrushchovianos de Laurent Casanova y Marcel Servin, cercanos a las posiciones del Partido Comunista Italiano, que son puestos en solfa. Pero, a partir de 1961, Thorez apoya a Jrushchov contra Mao y Enver Hoxha. En mayo de 1964, debilitado por la enfermedad, hace nombrar a Waldeck Rochet, también cercano a las tesis de Jrusschov, como secretario general del PCF durante el XVII Congreso, conservando él mismo el cargo de presidente. Alrededor de 1960, Thorez apoya a su esposa, Jeannette Vermeersch, cuando ella se expresa, en cuanto que vicepresidenta de la Unión de Mujeres Francesas, contra el «control de los nacimientos»: «El birth control, la maternidad voluntaria, es una añagaza para las masas populares, pero es un arma en manos de la burguesía contra las leyes sociales». Esta postura va en contra de la opinión de muchos militantes, especialmente en el medio sanitario. Thorez toma partido por Jeannette al condenar las tesis neomalthusianas.
El 12 de julio de 1964, fallece en el mar Negro, a bordo de un buque en el que se encontraba de vacaciones en la URSS, como cada verano. El PCF le organiza unos grandiosos funerales el 16 de julio en París.

## Síntesis
Como escribió Claude Pennetier, Maurice Thorez es, junto con Palmiro Togliatti, una de las grandes figuras del comunismo en Europa Occidental, un dirigente obrero a descubrir y redescubrir, un hombre cuya considerable influencia en la vida política francesa no ha cesado de alimentar la reflexión. 
Para explicar el destino de Thorez, Claude Pennetier pone por delante «incontestables cualidades de base»:

claridad en la exposición, sentido de síntesis, comportamiento popular (el gusto por la canción al final del banquete) pero también el arte de adaptarse a los diversos medios que era objeto de la admiración de toda la clase política. Thorez tenía especialmente una aguda inteligencia sobre las situaciones políticas, lo que le permitía sacar el mejor partido de esas situaciones políticas, aun manteniendo posiciones que antaño había combatido.

Jean Bruhat, historiador comunista, ha escrito en el diario Le Monde, el 13 de julio de 1974 que «en toda conversación con Thorez, un universitario quedaba atónito por la riqueza de su cultura y su sed de conocimientos». Philippe Robrieux, biógrafo de referencia de Thorez, habla de ese profesor universitario que hubiera podido ser, y evoca su pasión por la geología y el latín. Insiste igualmente sobre su determinación de preservar un espacio de tiempo para la lectura y el estudio.
En su mensaje de condolencia, De Gaulle le homenajea a su modo: «En una época decisiva para Francia, el presidente Maurice Thorez contribuyó, a mi llamamiento y como miembro de mi Gobierno, a mantener la unidad nacional».
¿Qué sucedió entre su voluntad de estudiar sin apriorismos la «cuestión rusa» que manifiesta en carta a Souvarine del 11 de abril de 1924 y su actitud cuando rechaza admitir el contenido del informe «secreto» de Jrushchov durante la reunión del Comité Central del 9 de mayo de 1956? Probablemente la complacencia de que hizo gala ante el culto de la personalidad sobre su persona y su repugnancia frente al trabajo colectivo.
Philippe Robrieux concluye que este militante sincero, totalmente integrado en el movimiento comunista international, se había convertido tras su enfermedad en el tipo perfecto del secretario general estalinista, corrompido por el ejercicio de uno de los poderes más absolutos de todos los tiempos.
Casado el 8 de septiembre de 1923 con Aurore Memboeuf, separado en 1930, divorciado el 29 de enero de 1947, vuelto a casar el 17 de septiembre de 1947 con su compañera Jeannette Vermeersch. Padre de cuatro hijos: Maurice nacido en 1926 de su primer matrimonio, y de su unión con Jeannette Vermeersch, Jean en 1936, Paul en 1940, Pierre en 1946.

## Cronología
- 1912: Empleado en las minas de Dourges.
- 1919: Militante en la Section française de l'Internationale ouvrière (SFIO).
- 1920: Se adhiere al movimiento comunista durante el Congreso de Tours y pasa a ocupar cargos destacados; inicia el servicio militar.
- 1923: Secretario de la Federación Comunista del Pas-de-Calais. Matrimonio con Aurore Memboeuf.
- 1924: Secretario de la Región Norte, permanente del Partido Comunista, miembro suplente del Comité Directivo.
- 1925: Miembro del Bureau Político del PCF, tras un rápido escarceo con la Oposición de Izquierda.
- 1926: Responsable de Organización en el Bureau.
- 1925-1926: Milita activamente contra la guerra de Marruecos.
- Verano de 1927-junio de 1929: Principal dirigente del partido.
- 1929-1930: Encarcelado por provocación a la desobediencia militar.
- Abril de 1930-mayo de 1931: Dirige el partido con Henri Barbé.
- A partir de mayo de 1931: Dirigente principal del partido (pero no será secretario general nombrado hasta enero de 1936.
- 1932: Diputado por Ivry en la Cámara de los Diputados, delegado en la Asamblea Consultiva Provisional, diputado por Seine a las dos Asambleas Nacionales Constituyentes (1945-1946), diputado en la Asamblea Nacional, del 10 de noviembre de 1946 hasta su muerte.
- 1934: Firma, en nombre del PCF, un pacto de Unión Nacional con la SFIO y el Partido Radical creando el Frente Popular (Francia).
- 1939: Deserta (4 de octubre) para pasar a Bélgica, y luego a Moscú (8 de noviembre), por orden de la Internacional Comunista. Condenado por deserción, amnistiado el 6 de noviembre de 1944.
- 1944: Regreso a Francia (26 de noviembre) donde retoma la dirección del PCF.
- Del 21 de noviembre de 1945 al 26 de enero de 1946: Ministro de Estado del segundo Gobierno de Charles de Gaulle.
- Del 26 de enero al 24 de junio de 1946: Vicepresidente del Consejo en el Gobierno de Félix Gouin
- Del 24 de junio al 16 de diciembre de 1946: Vicepresidente del Consejo en el Gobierno de Georges Bidault
- Del 22 de enero al 4 de mayo de 1947: Ministro de Estado, vicepresidente del Consejo en el primer Gobierno de Paul Ramadier.
- 1950: Brutalmente afectado por una hemiplejia, recibe atención médica en la URSS.
- 1953: Regreso a Francia. Retoma sus funciones a la cabeza del PCF y las conserva hasta su muerte, a pesar de sus problemas de salud.
- 1964: Fallecimiento.